# 南方带唇兰
南方带唇兰（学名：Tainia ruybarrettoi），为兰科带唇兰属下的一个种。

## 扩展阅读
維基物種上的相關：南方带唇兰